# Autostrade per l'Italia

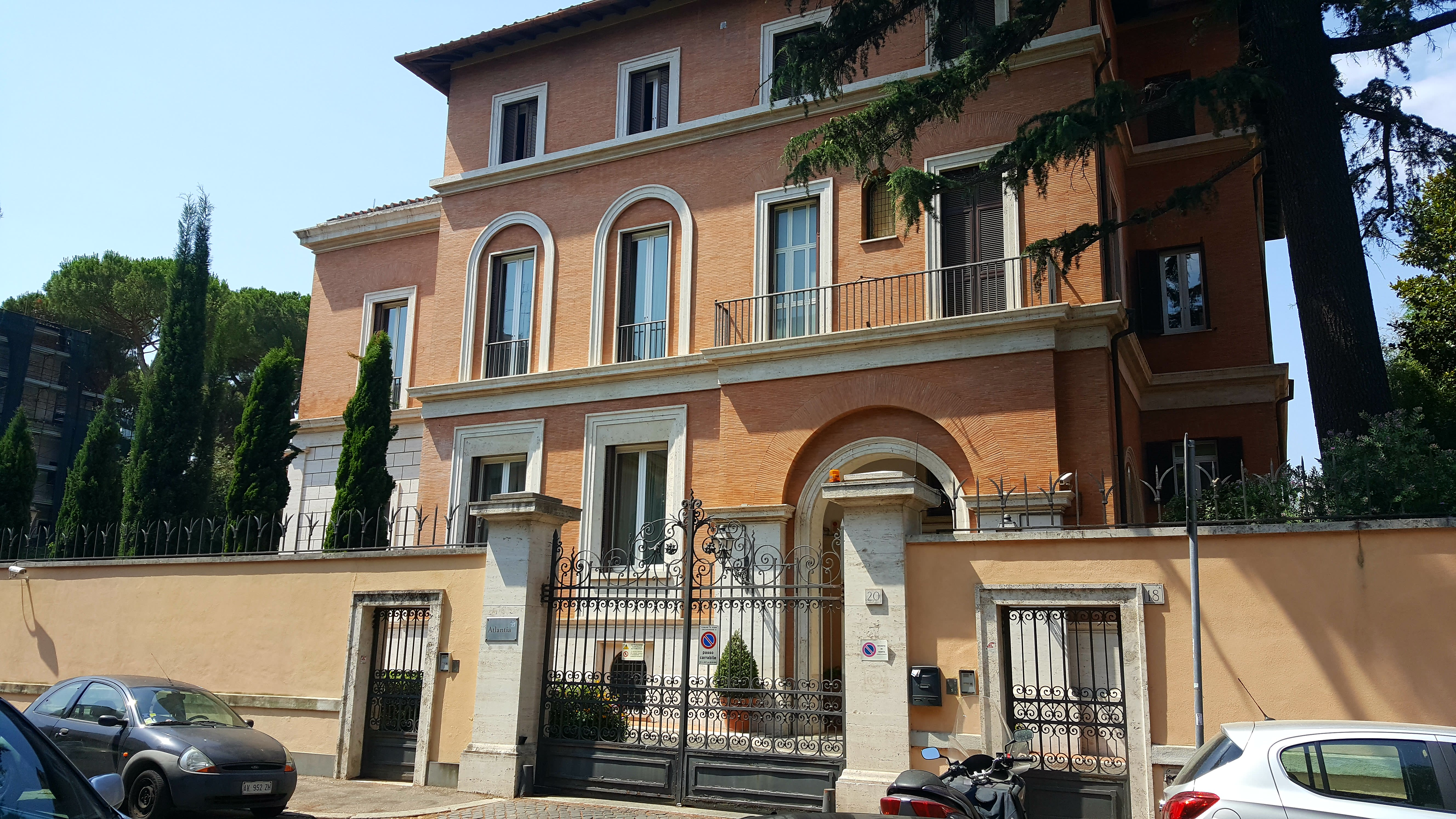
Moderföretaget Atlantias huvudkontor i Rom

Autostrade per l'Italia SpA är ett italienskt företag som bygger och förvaltar avgiftsbelagda vägar i Italien, Brasilien, Chile, Indien och Polen.
Företaget grundades 1956 som ett statligt företag. Det privatiserades 1999 och är idag ett dotterbolag till det börsnoterade italienska infrastrukturbolaget Atlantia SpA.
Det första stora uppdraget var att efter ett avtal 1956 bygga och förvalta Autostrade del Sole mellan Milano och Neapel. År 1982 slogs de olika autostrada-företagen samman i ett företag.